# Pavel Minařík
Pavel Minařík (* 29. června 1945 Brno) je bývalý československý agent Státní bezpečnosti a později podnikatel. V roce 1992 byl obviněn z přípravy pumového atentátu v sídle rádia Svobodná Evropa v Mnichově, žaloby byl ale zproštěn.

## Život

### Agentem StB
Vyučil se elektrikářem, později pracoval jako osvětlovač a zvukař v divadle Drak v Hradci Králové a jako hlasatel Československého rozhlasu. V roce 1967 se stal tajným spolupracovníkem StB s krycím jménem Ulyxes a později Play. V roce 1968 se stal pracovníkem Sboru národní bezpečnosti.
V roce 1969 ho Státní bezpečnost vyslala do Západního Německa, kde pracoval v Mnichově jako redaktor americkou vládou financovaného Rádia Svobodná Evropa (RFE) až do roku 1976, kdy se vrátil do Československa, aby byl komunistickým režimem využit pro diskreditační kampaň proti rádiu Svobodná Evropa. Během svého působení v rádiu několikrát navrhoval akci, při níž by výbuchem nálože bylo vyřazeno z provozu pět vysílacích stanovišť Svobodné Evropy. Akci nakonec neuskutečnil, ale v dubnu 1981 se o ni pokusila tajná služba Securitate Nicolae Ceaușesca; byli při ní výbuchem zraněni čtyři lidé.

### Pozdější kariéra
V letech 1976 až 1981 vystudoval ekonomii na Státní univerzitě v Kyjevě. Po návratu ze Sovětského svazu pracoval v časopise Signál, který vydávalo ministerstvo vnitra. V roce 1985 se stal jeho šéfredaktorem. V roce 1986 získal hodnost plukovníka a v prosinci 1989 se stal členem širšího vedení Komunistické strany Československa. V roce 1990 odešel z ministerstva vnitra a stal se soukromým podnikatelem. Založil bezpečnostní agenturu Mink, na niž mu několika sty tisíci korunami přispěla Komunistická strana Československa. Později figuroval jako jednatel nebo společník ve firmách Invest Commercional Consulting a IGSL-CZ.

### Vězení za pojišťovací podvod
V březnu 2009 byl odsouzen na čtyři a půl roku trest odnětí svobody za pojišťovací podvod spáchaný v roce 1996. Na pojišťovně požadoval vyplacení 40 milionů korun za náklad optického vlákna, které shořelo při údajné dopravní nehodě na Ukrajině. Soud však dospěl k závěru, že havárie byla fingovaná a náklad měl jen minimální hodnotu. Šest a půl milionu korun, které Minařík podvodem získal, musí vrátit pojišťovně Kooperativa. Minařík se na místě odvolal a případem se zabýval Vrchní soud v Olomouci, který 29. září 2009 v odvolacím řízení odsoudil Minaříka za podvod na šest let do vězení s ostrahou. Další soud mu snížil trest na 4 roky.
Po předčasném propuštění z vězení si Minařík opatřil zbraň za účelem sebevraždy a o tu se - během zkušební doby - pokusil koncem roku 2015. Nepodmíněný trest v délce čtyř měsíců za nedovolené ozbrojování mu byl po odvolání změněný na domácí vězení.

## Zajímavosti
O Pavlu Minařikovi a jeho působení v Rádiu Svobodná Evropa vznikla oslavná komunistická propagandistická píseň Dopis Svobodné Evropě, kterou na hudbu Bohuslava Myslíka nazpíval Josef Laufer.
Ve hře "Vražda v salónním coupé" Divadla Járy Cirmrmana byla báseň "Minařík" později přejmenovaná na "Maralík", aby autoři předešli potenciálním konfliktům s režimem.
Kapitána Minaříka pod krycí zkratkou KaMin zmiňuje Karel Kryl ve své písni Synonymická
| „                         | A já jdu s nimi, nejsem outsider, ač sedím v baru, piju tramín, já získal profil jako Brettschneider a dneska říkají mi KaMin. | “ |
| — Karel Kryl, Synonymická | |   |